# 출판도시문화재단
출판도시문화재단은 파주출판도시 활성화를 통해 출판 문화 및 지식정보산업 발전 기여하고, 국제수준의 복합문화연구시설인 아시아출판문화정보센터 운영하기 위하여 2003년 12월 16일 설립된 문화체육관광부 소관의 재단법인이다. 사무실은 경기도 파주시 회동길 145 (문발동 524-3) 아시아출판문화정보센터 내에 있다.

## 주요 사업
- 파주 출판문화도시 발전사업
- 복합문화연구지원 시설 건립 운영
- 출판산업진흥을 위한 조사연구교육사업